# Zec de la Rivière-Jacques-Cartier
Pour les articles homonymes, voir Jacques Cartier (homonymie).
La zec de la Rivière-Jacques-Cartier est une zone d'exploitation contrôlée (zec) située dans la municipalité de Donnacona, dans la MRC de Portneuf (municipalité régionale de comté), dans la région administrative de la Capitale-Nationale, au Québec, au Canada.

## Géographie
D'une longue de 161 kilomètres (ou 177 selon les références), la rivière Jacques-Cartier prend sa source au lac Jacques-Cartier dans la Réserve faunique des Laurentides, dans la région de la Capitale-Nationale. Les eaux descendent vers le sud jusqu'à l'embouchure qui se déverse dans le fleuve Saint-Laurent entre Cap-Santé et Donnacona, à 30 kilomètres à l'ouest de Québec. Un segment de 41 km de la rivière est administrée par la zec de la Rivière-Jacques-Cartier.
La rivière Jacques-Cartier draine un bassin versant de 2 515 kilomètres carrés :
- sur près de 160 kilomètres du massif des Laurentides dans la province géologique de Grenville (l'une des sections les plus jeunes du Bouclier canadien, formée il y a 955 millions d'années) ;
- dans les roches sédimentaires des Basses-terres du Saint-Laurent, vieilles de 500 millions d'années, sur environ 17 kilomètres, depuis la municipalité de Pont-Rouge jusqu'à son embouchure.

Le parcours de la rivière est surtout en milieu forestier. Néanmoins, le dernier segment du parcours de la rivière est généralement en milieu agricole (parfois forestier) et traverse différents villages (en partant du nord): Village vacances Valcaltier, Shannon, Sainte-Catherine-de-la-Jacques-Cartier, Pont-Rouge et Donnacona.
Territoire de la zec
Le segment de la rivière de 42 km relevant de la zec commence à l'embouchure de la rivière Jacques-Cartier en remontant la rivière jusqu'à Shannon, situé près de la base des Forces canadiennes Valcartier. Dans la partie supérieure sous l'égide de la zec, les segments administrés de la rivière sont discontinus. La limite supérieure de la zec est un peu au nord du pont de chemin de fer du Canadien National à Shannon. Le segment de rivière administré par la zec comporte 46 petites îles.

## Toponymie
Les toponymes "Zec de la Rivière-Jacques-Cartier", le "Parc national de la Jacques-Cartier" et la MRC de la Jacques-Cartier sont directement reliés au nom de la rivière et du lac de tête. Ce toponyme a été officialisé le 7 juin 1991 à la Banque des noms de lieux de la Commission de toponymie du Québec.